# Lupinus arenarius
Lupinus arenarius är en ärtväxtart som beskrevs av George Gardner. Lupinus arenarius ingår i släktet lupiner, och familjen ärtväxter. Inga underarter finns listade i Catalogue of Life.